# Amastris peruviana
Amastris peruviana är en insektsart som beskrevs av William D. Funkhouser. Amastris peruviana ingår i släktet Amastris och familjen hornstritar. Inga underarter finns listade i Catalogue of Life.